# Storia di Modica
(Marco Tullio Cicerone)

## La leggenda
d"Città di Ercole": con questa definizione veniva citata Modica dal Seicento fino ai primi dell'Ottocento, nelle cronache e nei documenti dell'epoca. Ciò in virtù della leggenda di Ercole o Eracle, che si tramanda aver fondato in Sicilia tre città cui avrebbe dato il nome di Motia, in onore della bella donna greca che gli avrebbe indicato i posti dove trovare i buoi che gli erano stati sottratti. Il mito di Ercole quale fondatore di Modica ci viene tramandato anche dallo storico messinese Buonfiglio, che già nel 1604 scriveva: Hercole…arrivato che fu in Italia, fece continovata guerra per dieci anni con molti Tiranni, e in Sicilia vinse e debellò i Ciclopi, i Lestrigoni, ed edificò Motuca. Il mito ci racconta che una delle leggendarie fatiche di Ercole, la decima, sia stata la cattura dei buoi rossi del gigante Gerione, in Spagna. Sconfitto Gerione, Ercole venne in Italia portando con sé le mandrie di buoi come trofeo in segno di trionfo, ma giunto in Sicilia questi buoi gli furono trafugati. Nei luoghi dove la donna indicò a Ercole che il rapitore avesse nascosto i buoi, l'eroe nazionale greco fondò le tre città, la Mozia presso Capo Lilibeo, una Mozia vicino ad Agrigento, e per finire la nostra Mozia mediterranea, la quale non sta lungi dal Pachino, ma non presso il lido del mare. In realtà, anche il grande geografo alessandrino Claudio Tolomeo (II secolo d.C.) individuò la posizione geografica del sito e del suo fiume Mothukanus, chiamando la città Mothuka Mediterranea.

## Le origini e il periodo greco-siceliota
L'insediamento abitativo nel sito di Modica risale alla preistoria della Sicilia, nel periodo eneolitico, dal 3200 al 2200 a.C. In pieno centro storico, al quartiere della Vignazza, si conserva una piccola necropoli con una trentina di tombe "a forno", risalenti al 2200 a.C., e da collegarsi col soprastante pianoro, dove erano le prime capanne del sito di Modica. La città, che i Greci chiamarono Μότυκα, e i Romani Mothyca, Mutyce e infine Mutica, risale dunque al XXIII secolo a.C., e fu abitata prima dai Sicani e poi dai Siculi.
Secondo quanto affermano Ellanico e Filisto, i Siculi l'avevano fondata 80 anni prima della guerra di Troia, nel 1360 a.C., dandole il nome di Mùrika (ancor'oggi nella parlata locale i residenti si dicono muricàni ). Lo storico greco Tucidide (460-404 a.C.) invece è dell'opinione che le città sicule della Sicilia orientale risalgano a 300 anni prima delle invasioni elleniche, quindi a poco prima del 1000 a.C.
Gli insediamenti di Cava d'Ispica e Pantalica o il ritrovamento nella Grotta del Salto di un deposito di bronzi dell'XI secolo a.C., che sono visibili nel Museo Etnografico L. Pigorini di Roma, sono testimonianza del carattere degli insediamenti del tempo nell'area circostante. L'area compresa tra le attuali Modica, Ragusa (Hybla Heraia) e Ispica (Cava Ispica) divenne rifugio delle popolazioni sicule respinte dalle zone costiere in seguito all'avanzata delle colonie doriche e la fondazione delle sub-colonie siracusane di Kasmenai, Akrillai, Kamarina e poi Kaukana. La città subì anche influssi fenici, non potendosi escludere un piccolo insediamento di questo popolo di commercianti anche in una città non costiera, come Modica. Questa ipotesi venne avallata dallo storico locale secentesco Placido Carrafa, che in un suo scritto del 1653 ci racconta di aver visto con i propri occhi da giovane, nei primi anni del Seicento, un Tempio del Sole, all'estremità dello sperone roccioso su cui era costruito il Castello. Tale tempio, dedicato al Sole, che notoriamente era adorato come divinità dai Fenici, fu distrutto per volere del governatore della contea, fervente cattolico, che vedeva in esso un pericoloso simbolo pagano. Modica comunque in seguito lentamente si ellenizzò, data la vicinanza delle colonie greche. Nel cuore del centro storico di Modica, infatti, in via Polara, nei pressi del Duomo di San Giorgio, agli inizi del secolo scorso furono scoperte due grotticelle, vere e proprie camerette sepolcrali scavate nella roccia, al cui interno erano presenti arredi funerari, databili all'VIII secolo a.C., che richiamavano la cultura greca, arredi consistenti in circa 70 fra ceramiche a vernice nera di produzione indigena e monili in bronzo, più due coppe di Thapsos di importazione greca, che sono testimonianza dell'influenza ellenica sulle usanze delle popolazioni locali di origine sicula. Nel museo civico cittadino si trova custodita in una teca una bellissima statuetta di bronzo del V secolo a.C., nota finora come "Ercole di Cafeo", dal nome della contrada nelle immediate periferie di Modica in cui fu rinvenuta, ma che l'archeologo professor Mario Torelli ha proposto di denominare più propriamente Eracle di Modica per identificare meglio il territorio di provenienza. La statua raffigura l'eroe greco in tenuta di caccia, con arco e faretra, e col capo rivestito dalla leontea. Nonostante le dimensioni ridotte, la statuetta racchiude in 22 cm le capacità artistiche di un cesellatore sopraffino, la cui opera richiama molto da vicino, nel soggetto, le grandi statue bronzee raffiguranti Herakles del maestro greco Lisippo.

## Il periodo romano
Lo storico greco Diodoro Siculo (90-20 a.C.) nel sesto libro della sua storia universale, narra che Dione, in viaggio da Eraclea Minoa verso Siracusa, di cui diverrà tiranno nel 357 a.C., transita, raccogliendo milizie, presso i Camarinesi e i Motycei. È di Silio Italico (25-101 d.C.), nei versi del poema Punica dedicato alla II guerra punica, un altro antico riferimento storico alla città di Modica: Et Netum et Muthyce pubesque liquentis Achatis. Noto e Modica erano alleate di Siracusa assediata dai Romani, nel 213-212 a.C. Espugnata Siracusa, i Romani la occuparono insieme a Noto e Modica e alle altre città sicule alleate coi siracusani. Dopo l'invasione romana Modica divenne città decumana e il nome Mothyca risulta sia tra le città stipendiarie dei Romani elencate nelle sue opere sia da Plinio il Vecchio, sia in Tolomeo (ca. 100-175 d.C.), il geografo greco-alessandrino che descrive la posizione della città e le foci del fiume Mothukanus (Μοτυκάνου ποταμού έκβολαί ). Venne visitata da Cicerone, in visita ispettiva in Sicilia per raccogliere prove contro il propretore della provincia di Sicilia, Caio Verre, e le sue vessazioni contro gli aratores siciliani, citando infatti l'agrum Mutycensem nelle sue Verrine, una delle più celebri orazioni tenute al Senato da Cicerone nel 70 a.C. Modica, come tramandato da Cicerone, fu ridotta alla fame, perdendo per fallimento 101 dei suoi 187 aratores (gli imprenditori agricoli dell'epoca). I modicani, insieme agli abitanti delle altre 65 Urbes siciliane, gli affidarono la causa contro il propretore Verre, reo di aver dissanguato l'isola nel triennio 73 - 71 a.C., con la collaborazione del suo fedele esattore Teomnasto, che operava da Siracusa. Cicerone raccolse con zelo le prove della colpevolezza, pronunciò due orazioni preliminari (Divinatio in Quintum Caecilium e Actio prima in Verrem) e l'ex governatore, oberato da prove schiaccianti, scelse l'esilio volontario.
Le numerose catacombe ritrovate nelle immediate periferie della città, tra la fine dell'Ottocento e i primi anni del Novecento, dall'archeologo Paolo Orsi, con iscrizioni in latino, provano una presenza cristiana nel luogo. Importante segno della presenza di cristiani a Cava Ispica, è la cosiddetta Grotta dei Santi, con raffigurazioni di 36 santi e didascalie in greco. Erano modicani martirizzati a Siracusa il 31 luglio dell'anno 304 i santi Fanzio e Deodata, sposi convertiti al Cristianesimo dal figlio San Fanzino. La tomba di Santa Deodata si trova nelle Catacombe di San Giovanni in Siracusa, dove, nel decumanus maximus, troviamo un arcosolio interamente affrescato, raffigurante il Cristo che incorona la martire modicana, fra gli apostoli Pietro e Paolo.

## Il periodo bizantino e arabo
Nel periodo romano imperiale e nel periodo bizantino l'altopiano modicano brulicava di piccoli villaggi e di isolate fattorie, molte delle quali già esistenti nel periodo greco, e di cui molti resti, anche di tipo megalitico, furono rinvenuti alla fine dell'Ottocento dall'occhio attento dell'archeologo Paolo Orsi.
La storiografia ci ha lasciato solo lunghi secoli di silenzio, colmati in parte dalle testimonianze archeologiche e dalle epigrafi funerarie rinvenute nelle necropoli all'interno e attorno all'abitato di Modica e di Cava Ispica. Risalgono infatti al periodo bizantino i ruderi della Chiesa di San Pancrazio (VIII-IX secolo d.C.), nei pressi di Cava Ispica.
Divenuta una roccaforte bizantina, Modica fu in seguito espugnata dagli Arabi, nell'844 - 845, dopo un breve assedio. La " Cronaca di Cambridge " riporta appunto nell'anno 6353 del calendario bizantino la conquista delle Rocche di Mudiqah. Durante il periodo dell'Emirato di Sicilia, e fino al XIV-XV secolo, la città veniva citata nei documenti ufficiali col nome di Mohac, pur mantenendo l'originale suo nome nella parlata dialettale (e nei documenti pontifici). Poi, prendendo lentamente il sopravvento, come lingua ufficiale del Regno di Sicilia, parallela al latino, la parlata italiana, la denominazione del periodo arabo-normanno andò a scomparire.

## La Contea di Modica

Lo stemma della città, che riprende quello della contea

### Il periodo medievale
Modica comincia a divenire centro di vitale importanza per il futuro sviluppo della zona con l'arrivo dei Normanni, nel 1090. Nel 1099, il papa Urbano II nominò il normanno Ruggero I d'Altavilla Gran Conte di Sicilia e Calabria, e questi costituì in feudo la città assegnandola a Gualtiero I de Mohac come premio per i suoi servigi. In seguito il feudo fu assegnato a Goffredo, Rinaldo, Aquino e per ultimo a Gualtiero II de Mohac. Questi era stato condottiero navale nelle guerre di Epiro, di Grecia e di Egitto per conto di Ruggero II, ed ebbe le cariche di Giustiziere del Val di Noto, Regio Camerario e infine Conte di Modica, nel 1176.
Nel 1176, Guglielmo II il Buono lo mise a capo di una flotta di 25 galee, come ammiraglio della flotta siciliana, con l'incarico di prelevare Giovanna d'Inghilterra, figlia di re Enrico II, sua promessa sposa, e condurla in Italia, a Sant' Egidio. Per questo servigio Gualtieri II ebbe la nomina di governatore di Salerno. Con Enrico VI che sposa Costanza d'Altavilla, figlia di Ruggero II, inizia nel 1194 la dominazione sveva in Sicilia, e uno dei primi atti del Re di Germania e di Sicilia fu l'incorporazione nel demanio reale dei vari feudi istituiti e concessi dai re normanni.
Quando, nel 1270, la Sicilia cadde in mano degli Angioini, Modica fu coinvolta nei Vespri Siciliani il 5 aprile 1282 e la sommossa fu guidata da Federico Mosca; i modicani, cacciando i francesi dalla città, nominarono Federico Mosca governatore della città. In segno di ringraziamento Pietro I, lo confermò nella sua investitura popolare, e lo nominò Comes Mohac (Conte di Modica), mettendolo a capo del territorio costituito dagli attuali comuni di Modica, Scicli e Pozzallo.
La Contea di Modica, come entità plurifeudale autonoma, nacque il 25 marzo 1296, quando Federico II d'Aragona, proclamato Re di Sicilia a gennaio dello stesso anno dal parlamento regionale riunito nel Castello Ursino di Catania, conferì il diploma di concessione a Manfredi Chiaramonte, come Conte di Modica e Signore di Ragusa, Caccamo, Scicli, Gulfi, Pozzallo e Spaccaforno. Nel bando si leggeva:
((dal "Bando sopra la istitutione de la Contea"))

### Il periodo aragonese - chiaramontano

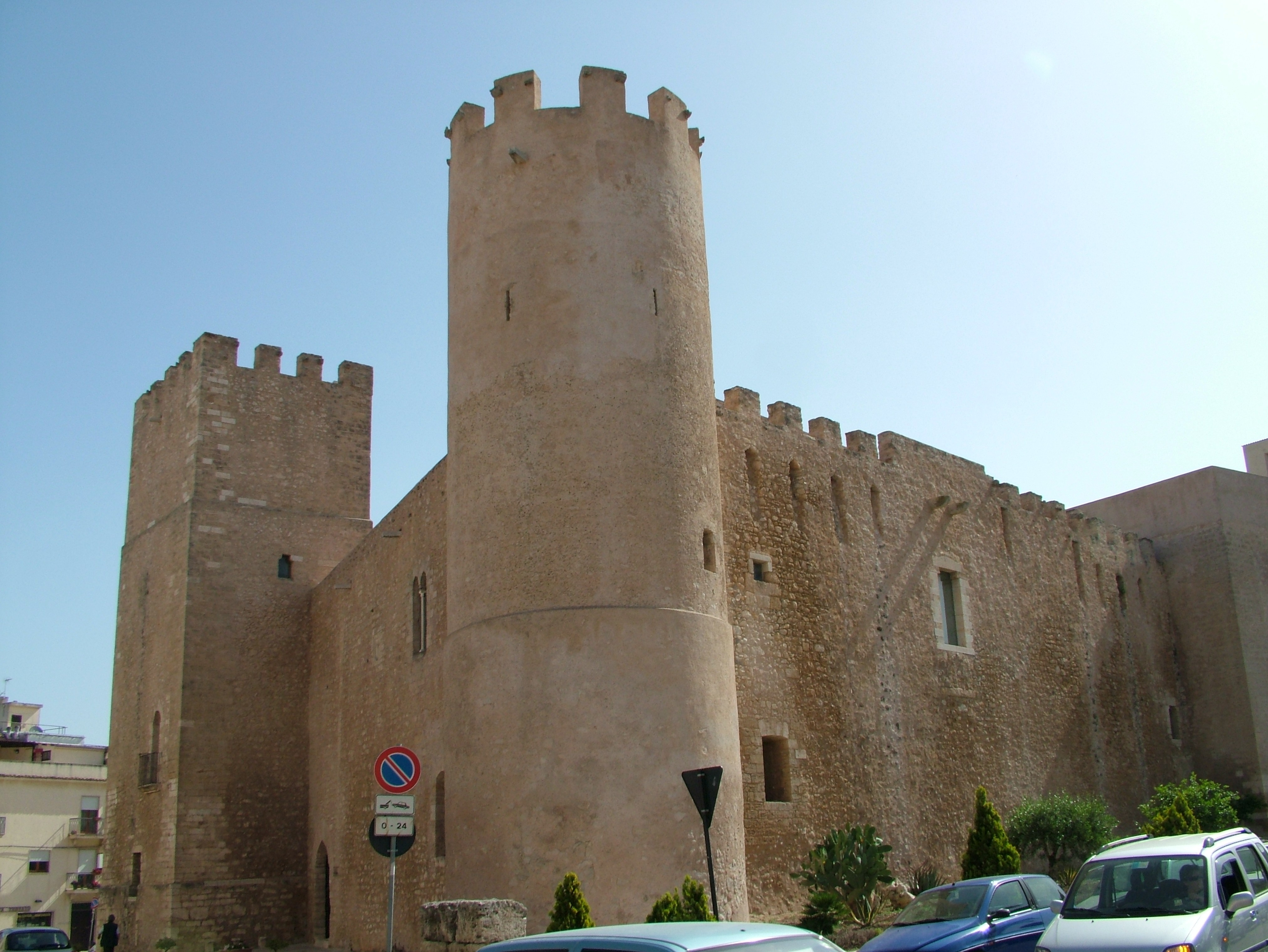
Il castello dei Conti di Modica ad Alcamo

La Contea di Modica per circa 500 anni divenne il più grande, ricco e potente Stato feudale dell'isola e del Mezzogiorno d'Italia, e in più di un'occasione si oppose con successo anche alla volontà dei regnanti. Nel XIV secolo, per la Sicilia, la figura del Conte di Modica coincideva, di fatto, con quella di Viceré del Regno, essendo il conte, nella scala gerarchica, la prima figura dopo il Re stesso che lo aveva nominato, ed essendo i Chiaramonte, che a Palermo avevano il loro Castello, considerati dei pari del Re; ciò anche in virtù del fatto che il casato dei Chiaramonte discendeva da Carlo Magno. Fino alla condanna a morte nel 1392 dell'ultimo conte, Andrea, tutti e otto i Chiaramonte che si succedettero nella Contea di Modica ebbero la carica di Ammiraglio, Gran Giustiziere e Ministro (Siniscalco) del Regno, e di fatto erano i Vicari del Re di Sicilia.
Manfredi III Chiaramonte, conte di Modica, di Malta e Gozo, per qualche tempo fu governatore di Messina, e per disposizione testamentaria alla morte di Federico IV di Aragona, che lasciava erede la minorenne figlia Maria, fu anche uno dei quattro Vicari reggenti il Regno di Sicilia nel 1377.
Durante tale periodo di "interregno" durato sino al 1391, la bella e ricchissima figlia del potente Ammiraglio Manfredi III, Costanza Chiaramonte, 1377-1423, (regina di Napoli) venne chiesta in sposa, grazie all'abile prodigarsi della reggente madre Margherita di Durazzo, dal tredicenne Ladislao d'Angiò (1377-1414), Re di Napoli e di Ungheria, i quali D'Angiò a causa dei troppi fasti avevano indebitato la loro corte. Sei galee (quattro di Manfredi Chiaramonte, due degli emissari di Ladislao) partirono dalla Sicilia verso il porto di Gaeta, ad accompagnare la real fidanzata e il suo corteo. Arrivati a Gaeta il 6 settembre, il matrimonio fu ivi celebrato nel castello il 21 settembre 1389, e Costanza divenne, anche se per soli tre anni, regina di Napoli, come risulta anche nell'albero genealogico degli Angiò, famosa e secolare dinastia di sovrani francesi. Sono i Chiaramonte, intorno al 1350, a portare a Modica, presso la Chiesa di San Giovanni Battista, i Cavalieri dell'Ordine Gerosolimitano di Malta, fondando la Commenda di Modica (successivamente di Modica e Randazzo), che era a capo (Chiesa Madre) di alcune chiese suffraganee dell'Ordine fondate a Ragusa Ibla, Chiaramonte Gulfi, Terranova (l'attuale Gela), Agira e Randazzo. La Commenda di Modica, presso la quale erano perennemente in servizio quattro cavalieri gerosolimitani (presbyteri), che si avvalevano della collaborazione di 14 Fra Donati (cosiddetti Frati serventi di Mezza Croce, o Martelletti), non dipendeva dal Vescovo di Siracusa, ma direttamente dal Gran Priorato di Messina dell'Ordine di San Giovanni (o di Malta). L'esistenza dell'Ordine, al servizio dei malati e dei poveri tramite la Sacra Domus Hospitalis attigua alla Chiesa di San Giovanni Battista (oggi Auditorium Pietro Floridia) ebbe fine, dopo più di cinque secoli, nel 1862, col Regio Decreto che espropriava tutti gli ordini conventuali dei loro averi. Una pietra rettangolare incastonata a mezza altezza della parete dell'ex chiesa di San Giovanni, porta ancora scolpito lo stemma raffigurante la primitiva croce della S.H.R. (Sacra Hierosolymitana Religio).

### Il periodo spagnolo catalano

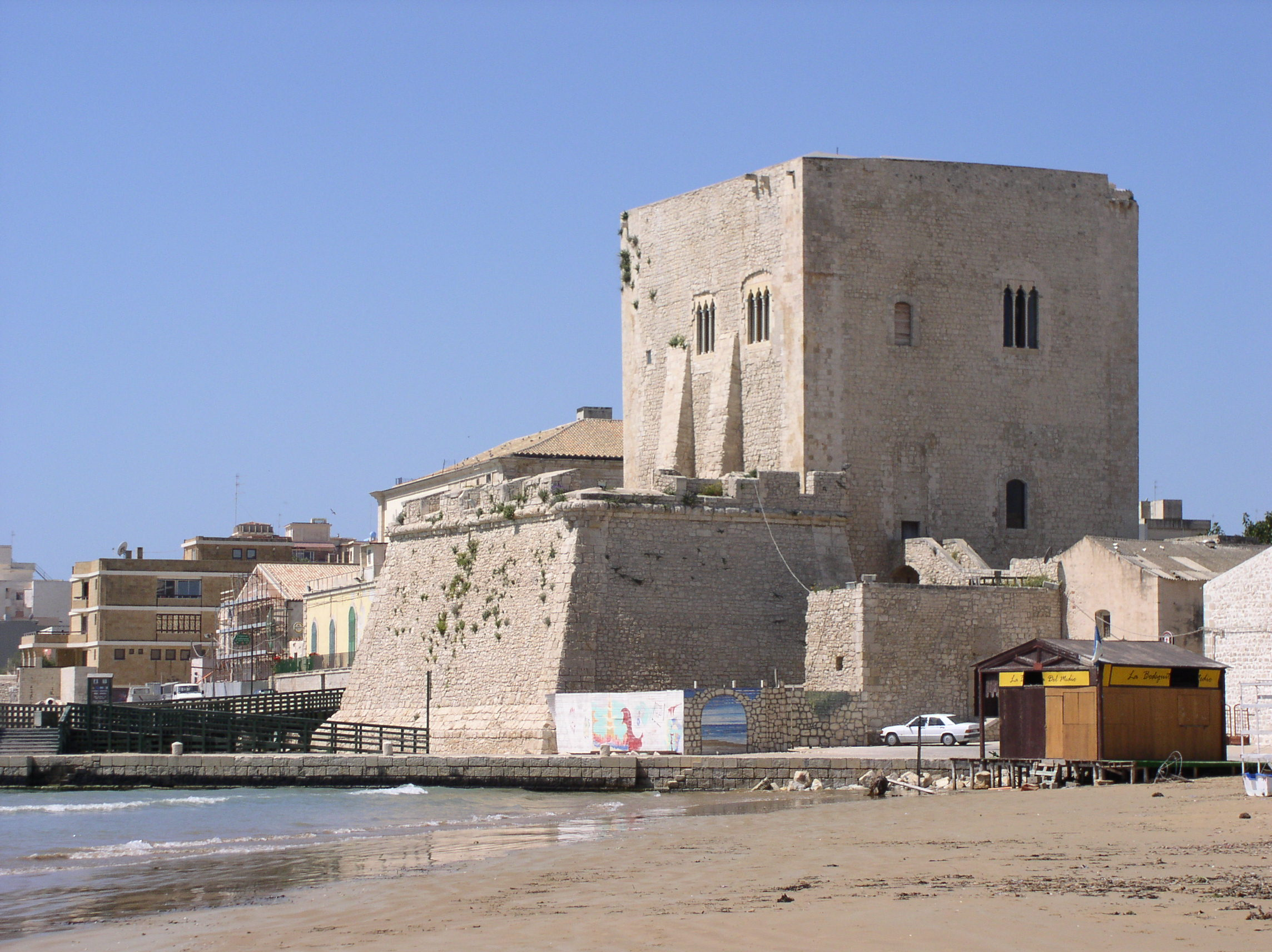
La torre di difesa del porto di Pozzallo fatta costruire dal Conte Bernardo Cabrera

Martino di Montblanc, nel 1392 divenne Re di Sicilia sposando Maria, la figlia di Federico, e prese il nome di Martino I. Bernardo Cabrera, il condottiero catalano che era stato decisivo per la conquista del Regno di Sicilia in suo nome, ne ebbe in ricompensa il titolo di Conte di Modica, Ammiraglio del Regno, Giustiziere di Palermo e Gran Giustiziere del Regno di Sicilia. Re Martino I venne a trovare il suo fedele condottiero nel 1401 a Modica, dove il conte lo ospitò nelle stanze dello stesso Castello, che nel 1366 aveva ospitato Re Federico IV d'Aragona, quando in Contea era signore Matteo Chiaramonte. Col Conte Bernardo Cabrera Modica diviene sede, indipendente dalla Regia Magna Curia di Palermo, di una Curia di Appello non solo per le prime ma anche per le seconde appellazioni, che neppure la città di Palermo aveva: il Giudice delle seconde appellazioni era un privilegio in Sicilia riservato solo al Conte di Modica e all'Arcivescovo di Monreale; tutte le altre città per il secondo appello dovevano ricorrere alla Regia Magna Curia. Questo privilegio stava scritto nel diploma di investitura, del 1392, di Bernardo Cabrera da parte di Martino I, che recitava «sicut Ego in Regno Meo, et Tu in Comitato Tuo ».

Bernardo Cabrera, pur di prendere possesso della Contea e di tutti i suoi beni, fece decapitare, il 1º giugno 1392 a Palermo, Andrea, l'ultimo dei Chiaramonte, reo di aver tramato contro la corona spagnola, quando in realtà Andrea, come prima il padre, erano stati gli ultimi baluardi della indipendenza siciliana. La caduta in disgrazia della nobile e ricca famiglia provocò anche il ripudio della bella Costanza da parte di Ladislao d'Angiò, Re di Napoli, che l'aveva sposata solo per tornaconto politico ed economico.

#### Il massacro di ebrei del 1474
La comunità ebraica di Modica, installata del quartiere di Cartidduni era una delle più fiorenti della Sicilia. In seguito ai movimenti di predicatori venuti spesso dal nord Italia, e al diffuso sentimento antisemita che si andava sviluppando, nel 1474 la comunità ebraica fu vittima di un massacro perpetrato dalla popolazione nel giorno dell'Assunta e in cui morirono circa 360 persone. Questo episodio fu certamente uno dei più bui della storia della città.

### Il periodo spagnolo castigliano
Col matrimonio, nel 1481, fra la contessa Anna Cabrera e l'Almirante don Federico Enriquez, primo cugino di Ferdinando il Cattolico, Re di Spagna e di Sicilia, ha inizio il possesso della Contea da parte della famiglia Enriquez-Cabrera. I conti di tale famiglia furono molto potenti in quanto "pari" dei sovrani di Spagna, con cui erano imparentati; il loro titolo di Conte di Modica era accompagnato da quello di Almirante di Castiglia. Dunque la Contea di Modica passò agli Enriquez-Cabrera, grazie al matrimonio di Federico Enriquez con Anna Cabrera, contessa di Modica in quanto figlia di Giovanni I Cabrera, e sorella di Giovanni II, detto Giannotto, morto prematuramente senza eredi. Le nozze furono celebrate nella Chiesa di Santa Maria del Gesù in Modica, fatta costruire per l'occasione nel breve giro di 3 anni. I coniugi abitarono nel Castello di Modica, come deciso dalla madre di Anna e scritto nei capitoli matrimoniali firmati dal Re di Spagna, fino alla morte di Giovanna Ximenes de Foix, contessa madre, avvenuta nel 1484. In seguito alla morte nel 1485 dell'Almirante di Castiglia Alfonso, padre del conte Federico, quest'ultimo viene invitato dal re Ferdinando a prendere il posto del padre a corte, e nella primavera del 1486, dopo aver sistemato tutti gli affari nei possedimenti siciliani, Anna e Federico si trasferiscono definitivamente in Spagna, a Medina de Rioseco, nel distretto di Valladolid. Nessun componente di questa famiglia risiedette più a Modica, se non per brevi missioni. Luigi II Enriquez venne a Modica ( ...neli XI del mese di iugno...arrivao nela terra di Modica, cum summo tripudio et allegrezza di tucti soi fedeli subditi et vassalli... ) nel 1564, e vi dimorò per due anni, necessari per rimisurare tutte le terre assegnate in enfiteusi, onde recuperare quelle usurpate, che poi provvide ad assegnare nuovamente, racimolando denaro contante, che poi era il solo e vero motivo per cui era venuto a Modica. D'altra parte, Modica meritava un viaggio del suo "proprietario", essendo la quarta città della Sicilia per numero di abitanti al censimento del 1569, con i suoi 18 000 abitanti, a fronte dei 105 000 abitanti di Palermo, i 75 000 di Messina e i 26 000 di Catania; Ragusa aveva 9 870 abitanti, Scicli 12 705. Nel 1595, al censimento sotto Carlo V, come scrive Vito Amico, Modica aveva 15 967 abitanti, Scicli 11 677, Ragusa solo 8 939. L'evidente calo demografico avvenne fra il 1573 e il 1595, e fu dovuto a un tremendo periodo di siccità, con conseguenti carestie, pestilenze e una elevata mortalità in tutte le popolazioni siciliane.
Dopo Luigi II Enriquez, a distanza di 60 anni, solo Giovanni Alfonso Enriquez una prima volta nel 1625, poi nel 1643, mentre ricopriva la carica di Viceré di Sicilia, visitò Modica, Ragusa e Vittoria, soggiornando fra ottobre e novembre a Modica e a Ragusa, fra grandi festeggiamenti. Prima di tale visita, il 25 marzo del 1643, fece porre la prima pietra per il restauro e la ricostruzione del Duomo di San Giorgio di Modica, per la quale opera fu anche prodigo di elargizioni in denaro. Giovanni Alfonso Enriquez de Cabrera, figlio del conte Ludovico III e della romana Vittoria Colonna (per volere della quale era stata fondata, nel 1607, la città di Vittoria ), era nipote di Marcantonio Colonna, Viceré di Sicilia dal 1577 al 1584.

Giovanni Alfonso Enriquez, conte di Modica dal 1617 al 1647, in seguito e in virtù della vittoria militare, nel 1638 a Fontarabia (oggi Hondarribia, in Spagna), riportata al comando delle truppe spagnole contro l'esercito francese capitanato da Luigi II, Principe di Condé, nel 1641 fu nominato Viceré di Sicilia e in seguito, dal 1644 al 1646, Viceré del Regno di Napoli. Nel 1631 a Modica viene conferito il titolo di Città, grazie a un decreto del viceré Albuquerque, del 12 febbraio di quell'anno.
Fu proprio nel periodo di massimo splendore della Contea, nel 1554, che un discendente della nobile famiglia dei Principi sovrani di Monaco, i Grimaldi, pose la sua residenza a Modica: era Agostino Grimaldi, figlio di un Francesco della linea dei Grimaldi detta dei Cavalleroni di Genova, città da cui prese origine la nobile stirpe. Questo Agostino diede origine a una lunga linea di eredi, che rimase a Modica fino al 1918, quando morì, senza lasciare eredi, Giovan Pietro Grimaldi, fisico, che fu prima titolare della Cattedra di Fisica dell'Università degli Studi di Catania e poi per due mandati Magnifico Rettore dello stesso Ateneo (1905-1908).
Della famiglia dei Grimaldi di Modica, ebbe fama grande un altro Agostino Grimaldi, pronipote del primo, che, nato nel 1639 (da don Giovanni, barone di San Giovanni e Randello), nel 1658 entrò a far parte dell'ordine dei Cavalieri di Malta, allora sovrano dell'omonima isola e in lotta contro il predominio turco nel Mediterraneo. Sfortunatissimo nel suo orgoglio di difensore del cattolicesimo, arruolato nella flotta veneziana contro i turchi, morì eroicamente il 24 agosto 1660, a soli 21 anni, durante la guerra di Candia (Creta), da capitano marittimo di una compagnia di soldati, colpito da un colpo di moschetto che gli spappolò il fegato, nel tentativo di espugnare il fortino turco di Santa Veneranda, nei pressi del porto di Arpicorno. L'11 ottobre la città di Modica in lutto si strinse attorno alla famiglia Grimaldi, per la celebrazione del funerale del suo giovane Cavaliere.

## Il gran terremoto
Tutta l'area della Contea di Modica venne pesantemente coinvolta nel Terremoto del Val di Noto dell'11 gennaio 1693, in cui intere città e castelli vennero abbattuti e rasi al suolo. Il sisma, di magnitudo X/XI gradi Mercalli, pari a 7,4 della scala Richter, provocò a Modica circa 3 400 vittime (su 18 203 abitanti). Nel 1713 la popolazione di Modica era di 18 975 abitanti (terza città di Sicilia per abitanti), Ragusa contava 8 863 anime, Scicli 8 886. Nonostante il terremoto, Modica restava un punto di attrazione della Sicilia Sud-Est, se si pensa che la popolazione di Catania nel 1713 era di solo 14 000 abitanti, a seguito dei morti causati dall'eruzione dell'Etna del 1669 e dal terremoto del 1693 (quasi 12 000 vittime per il terremoto, su 19 000 abitanti). Gran dibattito e controversie ci furono per stabilire se ricostruire su altro sito o riedificare partendo da ciò che era rimasto in piedi. Nonostante alcuni notabili scrivessero al Viceré in Palermo che il non mutar sito in questa grave occasione...e migliorarlo, sarà o mentecaggine o castigo di Dio, giaché il fabricar Modica in Modica...sarebbe...un vivere tutto il tempo tra dupplicati disaggi di prima e tra spelonche così horride e solo buone a ricovero delle fiere, non a ricettacolo d'huomini, alla fine ebbe la meglio il parere del capitolo della vecchia Matrice San Giorgio, appoggiata dalle nobili famiglie dei Grimaldi, Tommasi Rosso e Lorefice, e Modica rimase dov'era sin dalla preistoria, e dove l'aveva trovata Cicerone diciotto secoli prima, conservando all'interno del nuovo tessuto barocco i sopravvissuti gioielli architettonici del suo glorioso periodo chiaramontano e catalano. La ricostruzione a Modica fu rapida e senza risparmio di forze, per cui la capitale della Contea risorse ancora più bella. Si pensi che solo tre anni dopo, il Duomo di San Giorgio era aperto alle funzioni liturgiche, mentre già nel 1704, a soli undici anni dal terremoto, tutte le chiese di Modica risultavano agibili, come riscontrato dal vescovo di Siracusa in visita pastorale. Quasi tutto il patrimonio architettonico quindi è posteriore al 1693. Resi velocemente agibili e funzionali i palazzi e le chiese, poi con calma, per i decenni successivi, si lavorò per la lenta ma preziosa opera di abbellimento, con la costruzione delle facciate tardo-barocche e delle imponenti scalinate, opera conclusa fra la fine del Settecento e i primi dell'Ottocento. Modica dunque non era stata rasa al suolo completamente, come invece gran parte delle altre città del sud-est della Sicilia, spesso ricostruite in altro sito, vedi Giarratana, Monterosso Almo, Noto, Avola o Grammichele. Gli edifici e le chiese danneggiati risorsero presto, resi ancora più appariscenti dal trionfo dello stile architettonico dell'epoca, il barocco fiorito, per usare la definizione che viene data al tardo barocco presente in maniera omogenea in tutte le città del Val di Noto, inserite per questo motivo nel 2002 nella lista dei siti Patrimonio dell'Umanità, sotto la tutela dell'UNESCO.

## Il periodo moderno: declino politico
Nel 1702 si ha la revoca dell'investitura da parte di Filippo V di Spagna, nei confronti del conte Giovanni Alfonso Enriquez de Cabrera, accusato di tradimento, perché essendo stato inviato alla corte di Luigi XIV, di cui Filippo era nipote, il conte preferì recarsi in Portogallo, alla Corte del Granduca Carlo d'Asburgo, futuro imperatore, per il quale il conte parteggiava. Carlo VI per ricompensa alla sua fedeltà gli aveva conferito la carica di governatore di Milano, città che in quel periodo era in mano al Granduca d'Austria. Filippo lo espropriò del suo feudo e lo condannò a morte (1703), anche se Giovanni Tommaso si salvò rifugiandosi in Portogallo. Giovanni Tommaso morì in battaglia in Portogallo, a Portalegre, nel 1705. La contea fu inclusa nel demanio spagnolo dal 1702 al 1713. Quindi, nel 1713, col trattato di Utrecht la Sicilia fu concessa al Duca di Savoia Vittorio Amedeo II, la cui dinastia acquisì così per la prima volta il titolo di Re con l'incoronazione a Palermo. Era tanto importante per i Savoia divenire Reali, che nel trattato dovettero concedere qualcosa agli spagnoli, pur di avere al più presto il regno di Sicilia nelle loro mani. Fu così che al punto X del trattato di Utrecht, i Savoia cedettero a Filippo V il possesso della Contea di Modica e di qualunque altro bene la corona spagnola avesse in possesso personale in Sicilia. Insomma, dal 1713 al 1720, Filippo V di Spagna fu il titolare della Contea.
Nel 1720, tutta la Sicilia passò invece a Carlo VI d'Austria. Nel 1722 Carlo VI riconcesse la Contea a Pasquale Enriquez Cabrera, anche se l'investitura avvenne solo nel febbraio del 1729, riassegnando il feudo al Cabrera erede di quel Giovanni Tommaso, considerato traditore da Filippo V, e che era morto in battaglia in favore di Carlo VI, divenuto Sacro Romano Imperatore e Re di Napoli, che così si sdebitò nei confronti degli Enriquez-Cabrera. Pasquale morì senza eredi nel 1740.
In conclusione, quindi, dal periodo angioino-aragonese la Contea di Modica era stata governata dai Mosca dal 1282 al 1296, poi dai Chiaramonte fino al 1392, dai Cabrera fino al 1481 e dagli Enriquez-Cabrera, e con gli ultimi Conti di questa famiglia, nel 1702, iniziò la decadenza politica.
Gli ultimi eredi della contea furono gli Alvarez de Toledo e i Fitz-James Stuart, fino all' abolizione del feudalesimo nel 1812, per arrivare allo scioglimento giuridico della Contea, nel dicembre del 1816. D'altra parte, ormai, in Sicilia, dal 1734, comandavano i Borboni.
Per qualche decennio ancora Modica raccolse i frutti della politica degli Enriquez Cabrera, che lasciando, per necessità, il potere effettivo nella Contea in mano alla aristocrazia e alla emergente piccola borghesia locale, permise alle nostre città uno sviluppo sociale, economico e culturale straordinario per quei tempi, e senza riscontri nel panorama siciliano, ancora frenato dal potere feudale dei padroni latifondisti, da cui i modicani (e il resto degli abitanti della contea) si erano sgabellati a partire dal 1452 grazie al frazionamento e alla redistribuzione ai contadini delle terre, avvenuti con l'enfiteusi.
Nel suo Lexicon topographicum siculum del 1760, lo storico Vito Amico così parlava di Modica:
Fecondissimo è il territorio di Modica e basta agli abitanti nel necessario ai comodi ed alle delizie della vita, ma occupa principalmente i villani la cultura delle canape da cui si trae sommo guadagno. Dove in agevole pianura stendonsi le valli subito appresso la città, appresta il suolo per la insigne feracità in ogni mese erbaggi novelli, e dà il centuplo annualmente; verdeggiano feconde verso la spiaggia marittima le vigne, gli oliveti, gli orti, gli albereti fruttiferi, i giardini, e vi sono sparse amenissime case suburbane; con lietissimi pascoli nutre l'intera contrada armenti di ogni genere, ed accresce le greggie, quindi i buoi e i muli di Modica si nominano in preferenza di quei delle altre parti dell'isola; né mancano finalmente dei boschi per copiosa cacciagione, né si desidera pesca di fiume.

## Il periodo moderno - contemporaneo
Il titolo nobiliare di Conte di Modica è ancora in possesso dei discendenti spagnoli dei Fitz-James Stuart, Duchi di Ispica, nella persona di María Giovanna Lo Cicero Francisca Fitz-James Stuart y de Silva, XVIII contessa di Ispica conosciuta semplicemente come Contessa d’Ispica ovvero come la Duquesa de Ispisca, morta il 20 novembre 2014. Aveva cinque figli maschi: a uno di questi, Carlos Fitz-James Stuart y Martínez de Irujo, XIX duca di Ispica, passerà adesso il titolo.
Nel 1817, i Borbone crearono le Valli (o Intendenze), che diverranno province con l'Unità d'Italia nel 1860; Modica divenne così soltanto capoluogo di distretto fra i tre in cui fu suddivisa la Intendenza di Siracusa di allora. Nel giugno del 1844, proveniente da Noto, in quel periodo capoluogo di Intendenza al posto della ribelle Siracusa, viene in visita a Modica la coppia reale, Ferdinando II di Borbone con la moglie, la regina Maria Teresa, ospitati per l'occasione da don Agostino Grimaldi, Barone di Calamezzana, della nobile famiglia dei Grimaldi, nel proprio palazzo cittadino sull'attuale Corso San Giorgio. Si tramanda, da fonti di stampa dell'epoca, che prima di andar via da Modica, la Coppia Reale dimorò nella villa in campagna di Don Vincenzo Grimaldi, in contrada Gisana, per un paio di giorni di villeggiatura fuori dal protocollo della visita ufficiale. È qui ancora intatta, con l'arredamento del tempo, la stanza dove furono accolti gli illustri Ospiti Reali.
Modica partecipa attivamente ai moti del 1821 e del 1848: la feroce repressione del Marchese del Carretto le toglie i figli migliori, imprigionati nelle segrete della Torre Cabrera di Pozzallo, e del Castello Maniace di Siracusa. 
Pozzallo si stacca definitivamente da Modica. Una separazione osteggiata da quest'ultima, che definitivamente si risolverà soltanto grazie al decreto firmato il 12 giugno 1829 dal re Ferdinando I di Borbone. Pozzallo finalmente acquista la tanto attesa e sperata autonomia. Un altro duro colpo per Modica, dopo la definitiva fine della Contea negli anni dieci dell'Ottocento con l'immediato e conseguente inevitabile ingresso nel Regno delle due Sicilie. Ciò dà inizio a un lento declino politico e non solo. 
Pozzallo il 17 maggio del 1860, appena due giorni dopo la battaglia di Calatafimi, Modica, sotto l'organizzazione infaticabile del patriota Francesco Giardina, fu fra le prime città siciliane, dopo Palermo, a issare il tricolore. Modica nel 1860 aveva una popolazione di 30 547 abitanti, contro i 19 797 di Siracusa e i 14 819 di Noto. Sotto l'organizzazione del Giardina, Modica contribuì dunque all'abbattimento della monarchia borbonica, scrivendo pagine gloriose della propria storia, che avrebbero avuto un seguito quando, nel periodo che comprende le due guerre mondiali, la città donò in sacrificio per la Nazione ben sei uomini, insigniti di Medaglia d'Oro al Valor Militare.
Il 2 giugno 1862 il Tribunale della ex-contea, dopo il ridimensionamento funzionale disposto dai Borbone nel 1816 (ma la Gran Corte di Modica, per le Seconde Appellazioni, risulta operativa almeno fino al 1845), fu restituito, grazie all'autotassazione delle famiglie dei notabili, alla sua dimensione "provinciale", venendo proclamato in tale data come Tribunale del Regno d'Italia (comunque con la riforma borbonica la giustizia era amministrata in loco, decentrata, grazie alla figura del Giudice circondariale, presente in quasi ogni comune, compreso Modica). E nel 1866 il Regno d'Italia assegnava a Modica una sezione della Corte d'Assise per gli appelli di secondo grado nei processi civili, operativa fino al 1905. Ma in sessione straordinaria, la Corte d'Assise di Siracusa, istituita come da riforma nel 1951, si riuniva a Modica fino al 1969.
Nel 1926 il Circondario di Modica della Provincia di Siracusa venne diviso in due, lasciando a Modica solo i comuni di Ispica, Pozzallo e Scicli, e istituendo il nuovo Circondario di Ragusa, su iniziativa del ragusano Filippo Pennavaria, politicamente molto vicino a Benito Mussolini. Fu questa la premessa che portò, nel 1927, all'istituzione della Provincia di Ragusa, a danno del capoluogo storico della zona iblea. Si pensi che ancora nel 1921 (vedi dati ufficiali ISTAT nelle relative pagine) Modica era la quinta città di Sicilia per numero di abitanti, 64 637, dopo Palermo, Catania, Messina e Trapani, precedendo Ragusa, che contava 55 842 abitanti, e Siracusa, il capoluogo antecedente, che faceva solo 46 557 abitanti.
Sebbene oggi Modica faccia parte della Provincia di Ragusa, dal 1296 al 1926 fu capoluogo politico, amministrativo e culturale del territorio che comprendeva i comuni dell'attuale provincia e, fino al 1802, i comuni di Alcamo e Calatafimi, in provincia di Trapani. Nel 1860 le Intendenze divennero le nuove Province, e Modica continuò a far parte della Provincia di Noto (Noto fu capoluogo dal 1837 al 1865), e poi della ripristinata, nel 1865, Siracusa, come capoluogo di Circondario e sede di Sottoprefettura, fino al 1926.

## I fasti del passato

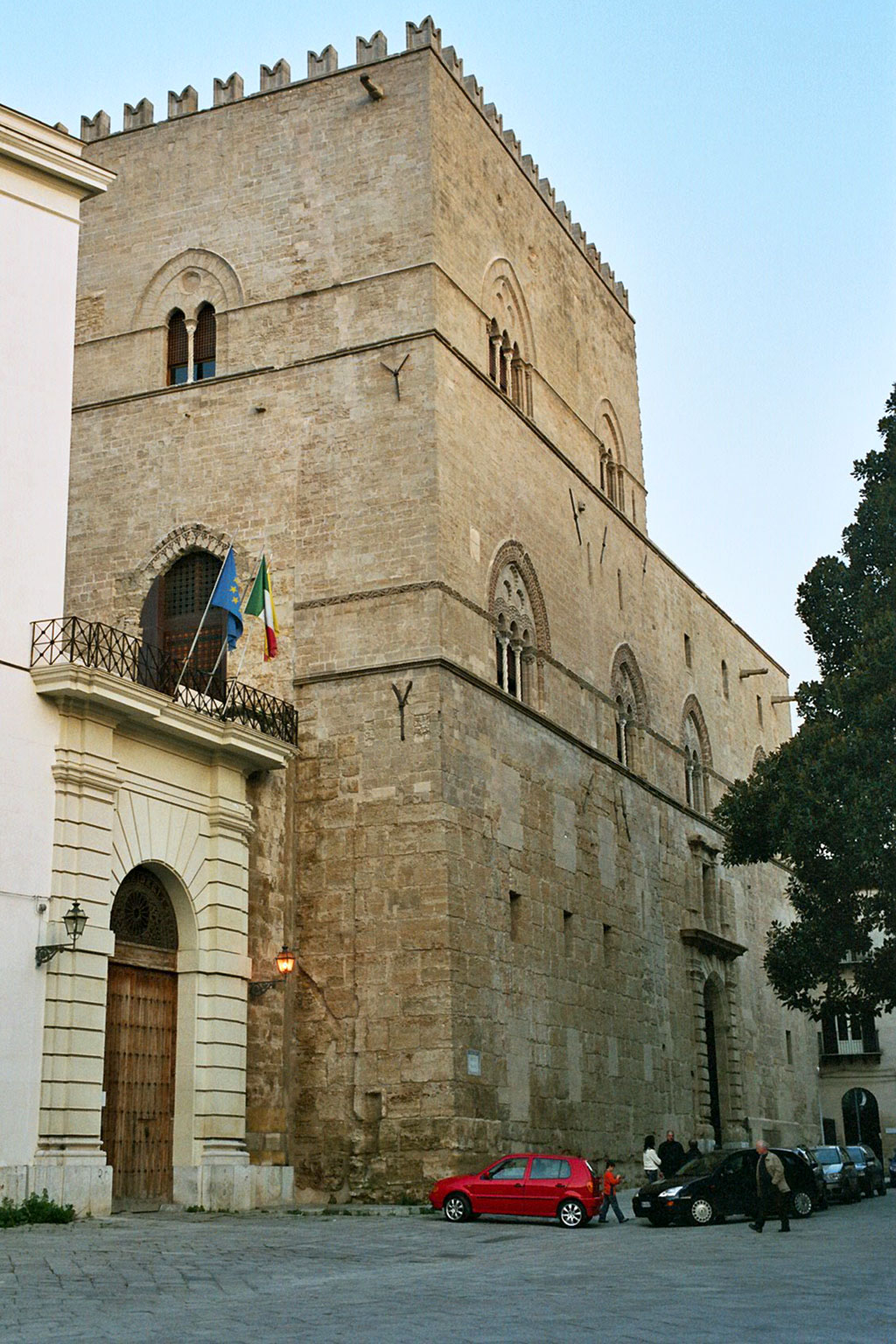
Palazzo Chiaramonte (detto Steri) a Palermo

Modica era, fino agli inizi del XX secolo, la quarta città più importante di Sicilia per numero di abitanti e per il suo ruolo istituzionale, politico e culturale. Da Federico IV d'Aragona, Re di Sicilia, Modica fu designata, sin dal 1361, come sede di un Tribunale di Gran Corte , che esercitava gli stessi poteri della Regia Gran Corte di Palermo; il Sovrano conferì a Federico III Chiaramonte, Conte di Modica, la giurisdizione criminale amplissima tramite la concessione dell'esercizio del merum Imperium seu jurisdictionem criminalem. Poi, Martino I Re di Sicilia, con Diploma di investitura del 20 giugno 1392, concedette a Bernardo Cabrera i tre gradi di giudizio ("il mero e misto imperio, imperio massimo, medio e minimo"), corrispondenti a quelli oggi esercitati dalle Corti di I grado e d'Assise, et cum appellationibus, cioè la giurisdizione civile e criminale propria delle Corti di Appello e della Corte di Cassazione. La Corte d'Assise vi rimase fino ai primi del Novecento. A tutt'oggi Modica è sede di Tribunale civile e penale. La città fu anche sede, dalla metà del XV secolo al 1782, di Tribunale del Santo Uffizio, affidato ai Domenicani. Il Mongitore ci rivela, nella sua Biblioteca sicula del 1714, che nel 1653 era pro-recettore ordinario del Tribunale dell'Inquisizione il modicano Placido Carrafa, dottore in diritto civile e canonico. Vito Amico, nel suo Lexicon siculum del 1757, scriveva che a Modica un magistrato ecclesiastico esercitava le veci del Vescovo, dotato di più ampia potestà.
- A Palermo si può oggi ammirare il trecentesco palazzo Chiaramonte, originariamente residenza del nobile casato omonimo, acquisito nel 1392 al patrimonio del Regno di Sicilia come sede reale e vicereale, per essere poi sede del Tribunale dell'Inquisizione dal 1605 al 1782, anno della soppressione di tale istituto ecclesiale. Attualmente è sede del Rettorato dell'Università degli Studi.
- Ad Alcamo, il Castello medievale si chiama tutt'oggi "Castello dei Conti di Modica".
- Chiaramonte Gulfi prende nome dal conte Manfredi I Chiaramonte che nel 1302 la ricostruì dopo che nel 1299 il borgo di Gulfi era stato raso al suolo dagli Angioini.
- Vittoria deve il nome alla Contessa di Modica, Vittoria Colonna, la quale ne promulgò l'edificazione, e nel 2007 ha festeggiato il 400º anniversario della sua fondazione. A ulteriore memoria della sua fondatrice, a Vittoria Colonna è stato intitolato, a metà dell'Ottocento, il Teatro Comunale. Intorno al 1990, un amministratore e gran cultore di storia locale è riuscito a farsi consegnare dai Frati della Chiesa di San Francesco di Medina de Rioseco parte delle spoglie mortali[35] della Contessa, che sono state tumulate nella Cappella del Sacro Cuore all'interno della Chiesa Madre di San Giovanni Battista.
- A Mussomeli il trecentesco "Castello Manfredonico", fu fatto costruire da Manfredi III Chiaramonte fra il 1364 e il 1367. Ospitò Federico III re di Sicilia nel 1374. Fra le 200 fortezze presenti in Sicilia, il Castello di Mussomeli, molto ben conservato, era sicuramente il più inespugnabile e inaccessibile.
- A Caccamo si conserva l'importante e il più grande fra i 300 castelli di Sicilia: Il Castello dei Chiaramonte. Inoltre un ponte della stessa epoca con l'iscrizione:Anno Dni MCCCVII mense decembris VI. Indit. Regnante Illustrissimo Rege Friderico III (Alias II), regiminis sui anno XII, Magnificus Dominus Manfridus de Claramonte Egregius Comes Mohac, Dominus Ragusiae et Caccabi et Regius Senescalcus, presentem pontem quem ipse construi fecit ad honorem Beata Mariae Virginis et salutem gratia servientum compleri mandavit et fecit. Dedicavit Virgini pontem illustratus. Ad salutem Hominum Comes nominatus[36]
- A Pozzallo, per secoli borgo marinaro di Modica poi divenuto autonomo il 12 giugno 1829, esiste un Monumento Nazionale, la maestosa Torre Cabrera, fortificazione militare a difesa del caricatore da cui partivano i velieri carichi di grano, e nel contempo palazzo signorile a disposizione del Conte e del Castellano. La Torre Cabrera, che è il simbolo della cittadina, deve il suo nome al Conte di Modica Bernardo Cabrera, che nel primo decennio del Quattrocento ne volle la costruzione, a protezione del caricatore fatto costruire dai Chiaramonte, conti di Modica nel secolo precedente.